# Polytrichastrum ohioense
Polytrichastrum ohioense är en bladmossart som beskrevs av G. L. Smith 1971. Polytrichastrum ohioense ingår i släktet Polytrichastrum och familjen Polytrichaceae. Inga underarter finns listade i Catalogue of Life.